# Сипягин, Николай Мартемьянович
Никола́й Мартемья́нович Сипя́гин (1785—1828) — военачальник русской императорской армии эпохи Наполеоновских войн, генерал-лейтенант, генерал-адъютант; тифлисский военный губернатор (1827—1828).

## Биография
Сын вице-адмирала Мартемьяна Яковлевича Сипягина (1737—1803)  и Евдокии Фёдоровны Купреяновой (1747—1785). Происходил из дворянского рода Сипягиных Буйского уезда Костромской губернии. Завершив домашнее образование, в 1799 году поступил на службу в Коллегию Иностранных дел в качестве «студента». 2 февраля 1800 года, имея больше склонности к военной службе, был принят юнкером в ряды лейб-гвардии Семёновского полка. 30 января 1804 года произведён в прапорщики.
Участвовал в битве под Аустерлицем, в ходе которой получил ранение и контузию. За проявленную в этом сражении храбрость был удостоен ордена Св. Владимира 4-й степени с бантом. В 1807 году участвовал в нескольких сражениях кампании в Пруссии: под Гутштадтом, Гейльсбергом и Фридландом. По итогам кампании получил золотую шпагу «За храбрость». 19 сентября 1808 года был назначен полковым адъютантом Семёновского полка, в каковой должности организовал канцелярию и полковую библиотеку, составил первый исторический обзор боевого пути полка. 14 июля 1811 года был произведён в капитаны с назначением флигель-адъютантом.

В 1812 году служил ординарцем великого князя Константина Павловича, впоследствии состоял на той же должности при П. И. Багратионе. Участвовал в битвах при Шевардине, Бородине, под Красным, заслужив за последнюю из них производство 26 декабря 1812 года в полковники. 11 июля 1813 года был удостоен ордена Св. Георгия 4-го класса 
За отличия в сражениях с французами под Малоярославцем и Красным.
 В 1813 году был в составе возглавляемой Кутузовым русской делегации во время переговоров со Шварценбергом, касавшихся мирного вывода австрийских войск из герцогства Варшавского, принимая в них деятельное участие и получив по их успешном завершении право лично доставить императору Александру I ключи от Варшавы. Позже участвовал в блокаде Глогау, проявил храбрость в сражении у Бауцена, а также в боях под Рейхенбахом и Гёрлицем, во время которых находился в арьергарде и прикрывал отступление русских войск от Люцена к Бауцену. За сражение под Кульмом произведён 15 сентября 1813 года в генерал-майоры.
Участвовал также (с небольшим перерывом, взятым для лечения на Теплицких водах) в сражениях при Вальдгейме, Атсдорфе, Вильсдруфе, при переправе через Эльбу, в сражении у селения Вейсига, при Вишофсверде, Дрездене, в так называемой Битве народов под Лейпцигом, за участие в которой был награждён орденом Св. Анны 1-й степени, а сверх того — несколькими иностранными наградами.

2 апреля 1814 году назначен генерал-адъютантом. Возглавлял Отдельный летучий отряд, участвовал в сражении при Арси-сюр-Обе и взятии Парижа. 3 мая 1814 года получил орден Св. Георгия 3-го класса № 371 
В воздаяние отличных подвигов мужества, храбрости и распорядительности, оказанных против французских войск в минувшую кампанию.
После войны Сипягин возглавил штаб Гвардейского корпуса, инициировал создание «Общества военных людей», участвовал в учреждении «Военного журнала», библиотеки и типографии при нём, а также школы для обучения военным наукам. Для журнала сам написал несколько статей, в том числе «О военных действиях в декабре 1812 года до заключения перемирия в июне 1813 г.». Константин Павлович и А. А. Аракчеев, однако, с раздражением отнеслись к подобным затеям, поэтому 10 марта 1819 года Сипягин был назначен начальником 6-й пехотной дивизии. Занимая эту должность, он уделял большое внимание образованию солдат и офицеров и улучшению обучения их военному делу. При нём были организованы на его собственные средства училище при дивизионном штабе для подпрапорщиков и юнкеров, «школа взаимного обучения» для нижних чинов и так называемая «учебная команда», в которой солдаты совершенствовались в военных познаниях и стрельбе. Был противником телесных наказаний в армии. За свою деятельность на должности начальника штаба был удостоен брильянтовыми знаками к ордену Св. Анны 1-й степени.
22 августа 1826 года, в день коронации Николая I, он был произведён в генерал-лейтенанты с назначением командиром сводной дивизии 5-го пехотного корпуса. 28 марта 1827 года назначен военным губернатором Тифлиса. В скором времени усилиями Сипягина в губернском центре  было устроено несколько благотворительных учреждений, школа земледелия, женский институт, реформирована Тифлисская гимназия и организован комитет издания «Тифлисских ведомостей». Его старания в период службы на этом посту были высочайше отмечены, он был удостоен  ордена св. Владимира 2-й степени и арендой в 3000 рублей.
Впоследствии успешно сражался против персидских войск, командуя отдельным отрядом и оказывая деятельную помощь отрядам генерал-майора А. И. Красовского в Эриванском ханстве, а год спустя, в 1828 году, — против османских войск. Кроме того, когда в том же 1828 году в Османской империи вспыхнула эпидемия чумы, он приложил большие усилия по предупреждению распространения этой эпидемии на территорию грузинских губерний.
Смерть Сипягина была неожиданной: он отличался прекрасным здоровьем, ему было всего 42 года. Он простудился 4 октября 1828 года, долго ожидая на мосту чрез Куру приезда генерала Паскевича, 10 октября скончался от воспаления лёгких. Граф И. И. Дибич посчитал смерть не старого и много обещавшего Сипягина потерей национального масштаба. Похороны в церкви св. Георгия под Тифлисом прошли с необычайной пышностью, при стечении большого числа горожан. Отпевал Сипягина в Сионском соборе сам экзарх Грузии, а Паскевич шёл за гробом до могилы. Прах впоследствии перевезли в родовое костромское имение Романцево и захоронили около Покровской церкви, построенной его отцом.
Великий князь Николай Михайлович в издании «Русские портреты XVIII и XIX столетий» характеризует генерала Сипягина следующим образом:

Сипягин был высокого роста, стройный, крепкого сложения, здоровый, бодрый и веселый, обладал замечательным даром слова. С подчиненными своими обращался чрезвычайно ласково, но в отношении к старшим вел себя с холодной вежливостью. С 7 часов утра до ночи был он в трудах. Гибкий и образованный ум его не знал покоя: везде находил он пищу деятельности своей. Где ни служил Сипягин, он всюду заводил библиотеки, типографии, ланкастерские школы, собирал юнкеров и подпрапорщиков для занятий, стараясь внушить им любовь к науке. Одаренный чувством изящного, он любил живопись, знал наизусть множество стихов и прекрасно читал их. Щедрость его не имела границ; Сипягин был враг денег.

## Военные чины и свитские звания
- Прапорщик (30.01.1804)[9]
- Подпоручик (29.03.1806)
- Поручик (09.11.1807)
- Штабс-капитан (25.04.1809)
- Флигель-адъютант за отличие по службе (12.07.1811)
- Капитан (05.10.1811)
- Полковник (26.12.1812)
- Генерал-майор (15.09.1813)
- Генерал-адъютант (02.04.1814)
- Генерал-лейтенант за отличие (22.08.1826)

- Орден Святого Владимира 4 ст. с бантом (1806)[9]
- Золотая шпага «За храбрость» (1807)
- Орден Святой Анны 3 ст. (1807)
- Орден Святого Владимира 3 ст. (1813)
- Орден Святого Георгия 4 ст. (11.07.1813)
- Орден Святой Анны 2 ст. с алмазами (1813)
- Орден Святого Георгия 3 ст. (03.05.1814)
- Орден Святой Анны 1 ст. (06.12.1817)
- Бриллиантовые знаки к ордену Св. Анны 1 ст. (12.12.1824)
- Орден Святого Владимира 2 ст. (02.10.1827)
- Орден Святого Александра Невского (25.06.1828)

иностранные:
- Австрийский Военный орден Марии Терезии 2 ст. (1814)
- Австрийский Орден Леопольда 2 ст. (1814)
- Прусский Орден Красного Орла 2 ст. (1814)
- Прусский орден Pour le Mérite (1814)
- Прусский офицерский Кульмский крест (1814)
- Баварский Военный орден Максимилиана Иосифа (1814)
- Французский Орден Святого Людовика (1814)
- Шведский Орден Меча 1 ст. (1814)

## Семья
Генерал Сипягин был женат дважды и имел четырёх детей:
1. жена (с 28 июля 1818 года) — Мария Всеволодовна Всеволжская (1800—1821), дочь богача камергера Всеволода Андреевича Всеволожского (1769—1836) от брака с Елизаветой Никитичной Бекетовой (ум. 1810). Венчание было в Петербурге в церкви Воздвижения креста Господня в Таврическом дворце[10]. Получила в приданое фарфоровый завод в селе Елизаветине Богородского уезда. Похоронена в родовом имении мужа в селе Романцево (Буйский уезд Костромской губернии). Дети:
  - Всеволод Николаевич (1819—1893), генерал-лейтенант.
  - Мартемьян Николаевич (1819—1849), коллежский секретарь.
2. жена (с 27 сентября 1825 года)[11] — Елизавета Сергеевна Кушникова (13.07.1800—31.10.1828), фрейлина двора (1825), дочь С. С. Кушникова и Екатерины Петровны Бекетовой, одной из наследниц миллионера И. С. Мясникова. За заслуги мужа 22 июля 1827 года была пожалована в кавалерственные дамы ордена св. Екатерины (малого креста). Умерла в Москве в октябре 1828 года, куда приехала к отцу, чтобы родить. После трудных родов совершенно оглохла. Последние три дня была в забытье и никого не узнавала, промучившись довольно долго, умерла, не узнав о смерти мужа[12]. Похоронена в Новоспасском монастыре. Дети:
  - Сергей Николаевич (08.08.1826—12.02.1856), умер от тифа в Одессе; его сын Дмитрий в 1900—1902 годах занимал пост министра внутренних дел.
  - Екатерина Николаевна (1827—1894), замужем за князем П. А. Урусовым (1810—1890); среди сыновей — Александр, Сергей, Николай.
  - Елизавета Николаевна (?.10.1828—21.12.1828[13])